# Дом градоначальника (Таганрог)
Дом градоначальника (в обиходе дворец Александра I) ― один из памятников истории и архитектуры Таганрога. Представляет собой одноэтажное каменное здание, построенное в стиле русского классицизма. Располагается по адресу: ул. Греческая, 40. Известно главным образом тем, что в 1825 году здесь скончался российский император Александр I. По состоянию на 2016 год здесь размещается детский санаторий «Берёзка».

## Архитектурные особенности
Фасад одноэтажного особняка имеет 13 окон. Здание не имеет колоннады, но несет в себе основные черты русского классицизма. Углы плоского фасада украшены рустами, по карнизу расположены ордерные сухарики (дентикулы). Замковые камни венчают композицию всех окон, хотя не все из них обналичены. Их ритм несколько нарушен. Над частью окон имеются треугольные сандрики, над остальными — прямоугольные ниши, но без декора. Композиционная ось выражена нечетко. Здание иллюстрирует застройку, характерную для Таганрога первой половины XIX века.

## История дома
Особняк был построен в 1806 году чиновницей Сивере. В 1816 году здание было перестроено по проекту архитектора Ф. Молла и продано городу под квартиру градоначальника. Особняк в различные периоды принадлежал разным владельцам. Наиболее значительным из них был градоначальник Таганрога Пётр Папков, который купил его спустя четыре года после постройки. Император Александр I останавливался здесь дважды ― в 1818 и 1825 годах. Последний визит стал для него роковым. Александр I умер здесь 19 ноября от лихорадки. После его смерти дом был выкуплен вдовствующей императрицей Елизаветой Алексеевной. Здесь же был создан первый мемориальный музей в России, посвящённый императору. Дворец Александра I посещали Александр II и Александр III, поэты Василий Жуковский и Александр Пушкин с сопровождавшими писателя по дороге в ссылку генералом Николаем Раевским и его дочерью Марией Волконской, художник Иван Айвазовский, нарком просвещения Анатолий Луначарский, оставивший в книге посетителей следующую запись: «Этот старинный уголок необходимо сохранить как исторический бытовой памятник, главным образом, для учебных целей…», и многие другие значимые деятели.
В течение 12 лет, начиная с 1864 года, любительский хор, дирижёром которого был Павел Чехов (отец Антона Павловича Чехова) выступал в домовой Воздвиженской церкви, которая была обустроена в особняке в память об императоре. В конце 1860-х ― начале 1870-х годов Александр, Николай и Антон Чеховы также пели в этом хоре. В 1928 году музей был закрыт, а некоторые его экспонаты были перемещены во дворец Алфераки.

## Галерея
- Фотография первоначального плана особняка Петра Папкова
- Особняк на открытке конца XIX века
- Особняк на открытке конца XIX века
- Фотография санатория, 2008 год
- Мемориальная доска
- Смерть Александра